# Antonio Abaco
Pour les articles homonymes, voir Abaco.
Antonio Abaco, Antoine Abacco ou Antonio Labacco, né à Verceil (Vercelli) vers 1495 et mort à Rome vers 1570, est un architecte et un graveur italien.

## Biographie
Antonio Abaco est l'élève en 1507 d'Antonio da Sangallo le Jeune à Saint Pierre de Rome. En 1526, il travaille aux fortifications des villes de Parme et de Plaisance et à l'édification de la citadelle d'Ancône en 1532.
Il grave les planches d'un ouvrage sur l'architecture qu'il écrit et publie une première fois en 1552. De nombreuses copies de son livre sont faites.
On ne connait pas la date exacte de sa mort qui se situe entre 1567 et 1570. Il a un fils Mario, comme lui architecte mais sans réel renom, qui participe à la gravure de l'ouvrage de son père lors de la deuxième édition en 1559.

## Œuvre
Les gravures connues sont :
- le plan de l'église Saint-Pierre de Rome d'après le dessin d'Antonio da Sangallo publié à Rome en 1548
- le frontispice[5] et les 36 planches de son ouvrage libro d'Antonio Abacco, appartenente all'architettura, nel quale si figurano alcune notabili antichità di Roma, publié à Rome en 1552[3]

Il est reconnu comme architecte pour :
- le modèle en bois de la basilique Saint-Pierre de Rome imaginée par Antonio di SanGallo réalisée au 1/30e, actuellement exposé au musée du Vatican, est la plus grande maquette renaissance qui subsiste en Italie[6]
- la porte d'entrée du Palais Carboniano à Rome
- la façade du Palais Sciarra à Rome
- les fortifications de Parme et Plaisance en 1526
- Saint-Jean de Latran et son baptistère en 1567

Quelques oeuvres d'Antonio Abaco
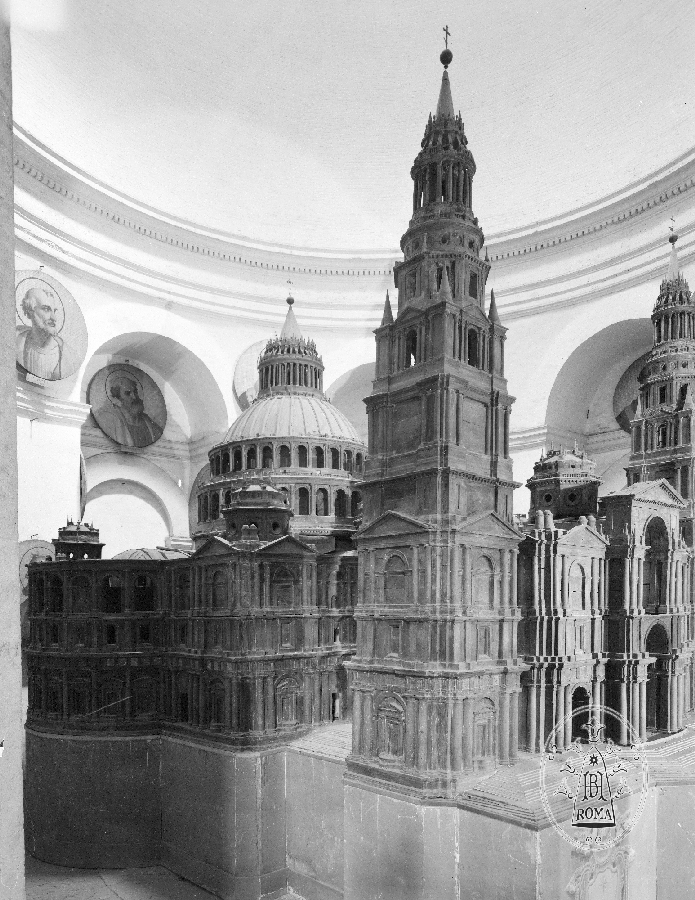
Maquette de la basilique Saint-Pierre de Rome
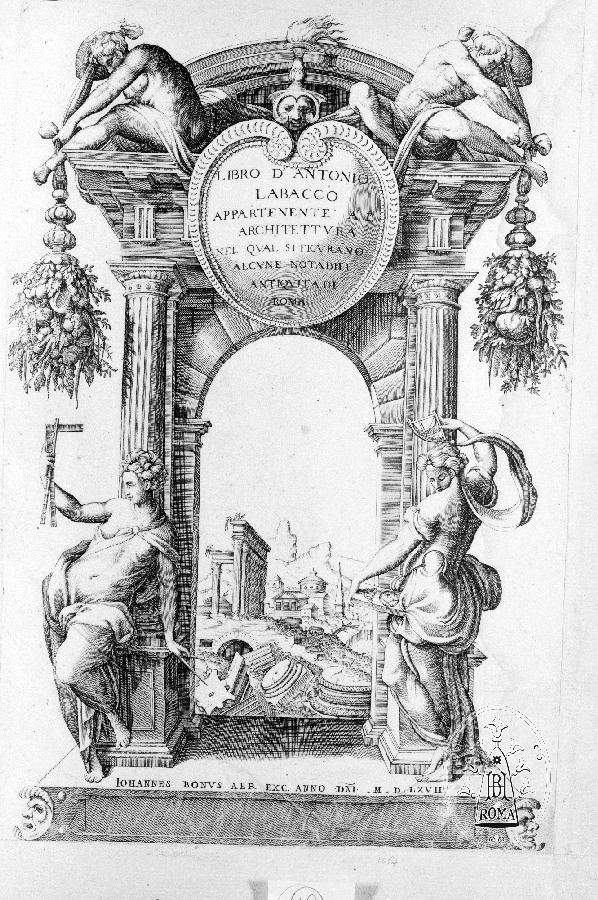
Frontispice de libro d'Antonio Abacco
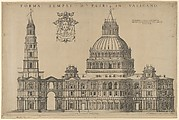
Gravure de la façade Saint-Pierre de Rome